# Adanses
Adanses ou adansis são um dos subgrupos dos acãs. Habitam ambos os lados da fronteira das regiões de Axante e Central, no sul do país. São sobretudo fazendeiros.